# Chełmek Osada
Chełmek Osada (deutsch Holm) und Chełmek (Hinterthor und Neulicht) sind Schulzenämter der Landgemeinde Stegna im Powiat Nowodworski der Woiwodschaft Pommern in Polen. Ihre Einwohnerzahl im Jahr 2021 betrug 252. Ihr Gebiet entspricht der ehemaligen Landgemeinde Holm.

## Geographie

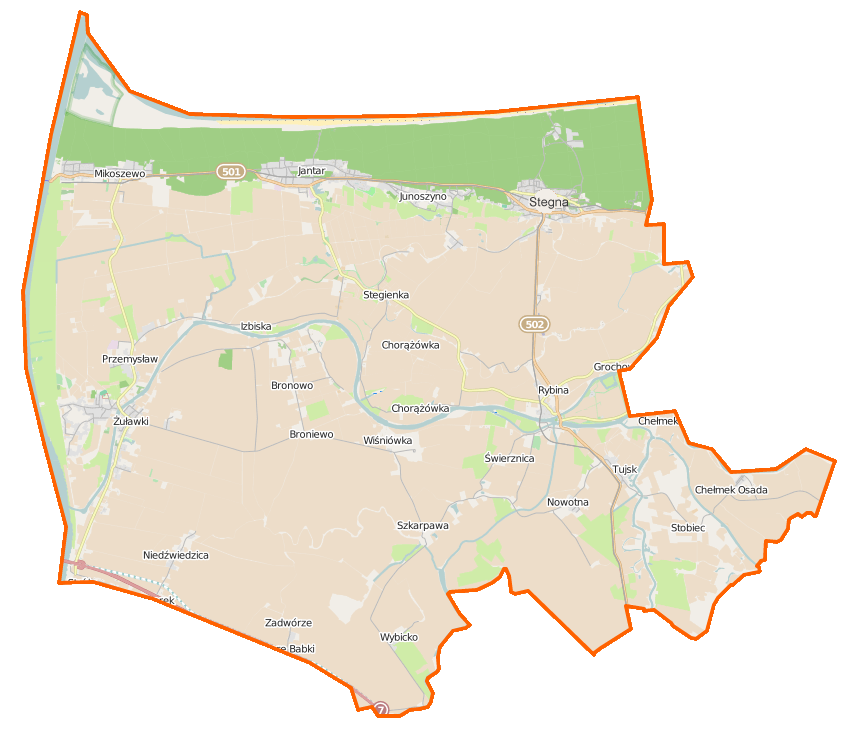
Karte der Landgemeinde

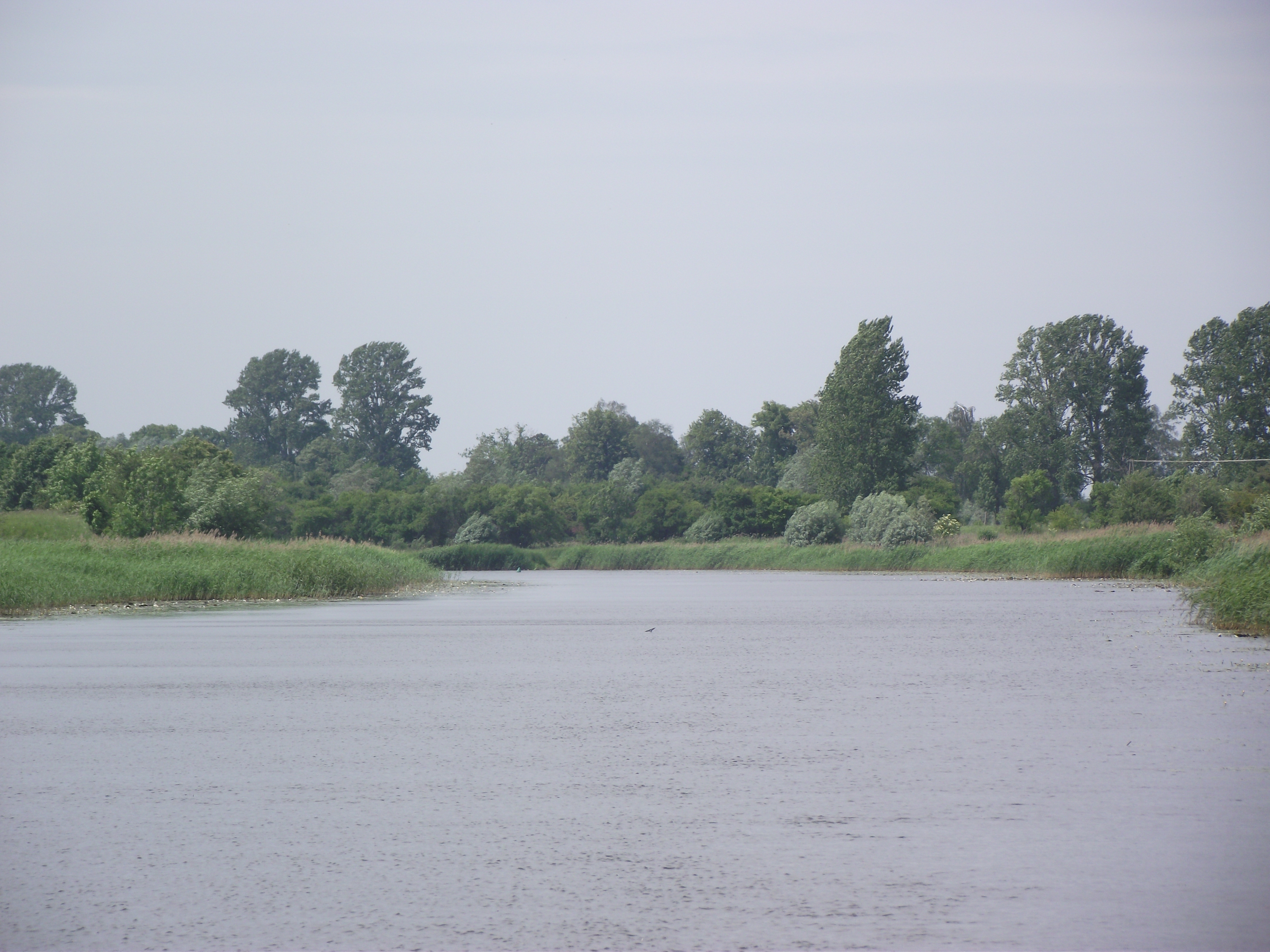
Die Szkarpawa (Elbinger Weichsel)

Chełmek Osada liegt 22 Kilometer nordwestlich von Elbląg (Elbing) und 30 Kilometer südöstlich von Danzig. Die Kreisstadt Nowy Dwór Gdański (Tiegenhof) liegt acht Kilometer südlich, Stegna (Steegen) acht Kilometer nordwestlich. Nachbarorte sind Rybina (Fischerbabke) im Nordwesten, Grochowo Pierwsze (Neukrügerskampe) im Norden, Groszkowo (Groschkenkampe) im Nordosten, Osłonka (Grenzdorf A) im Osten, Stobiec (Stobbendorf) im Süden und Tujsk (Tiegenort) im Westen.
Die Landschaft gehört zum Żuławy Wielkie (Großes Marienburger Werder) im Żuławy Wiślane (Weichsel-Nogat-Delta). Die Orte liegen auf dem Ostufer der Tuja (Tiege), Nordgrenze ihrer Gemarkung ist die Szkarpawa (Elbinger Weichsel). Das Gebiet wird von zahlreichen Gräben durchzogen, an denen vor 1945 zahlreiche Entwässerungsmühlen arbeiteten. Ein Gebiet von 4296 Hektar an der Szkarpawa steht seit Juli 1985 unter Naturschutz.

## Geschichte
Der Ort Hollm gehörte zur Scharpau, dem Fischamt des Deutschen Ordens. Das Gebiet kam 1454 mit Königlich Preußen vom Deutschordensstaat an die Woiwodschaft Marienburg des Königreichs Polen und wurde drei Jahre später von König Kasimir IV. an die Stadt Danzig verpfändet. Es ging später in den Besitz des Bischofs des Ermlands über, von dem es wiederum die Stadt Danzig 1530 erwarb. Lutheraner waren nach Tiegenort, Katholiken nach Tiegenhagen eingepfarrt. Im Jahr 1820 wurden acht Mennoniten, 1935 vier mennonitische Familien gezählt. Ihr Kirchort war Tiegenhagen.
Mit der zweiten Polnischen Teilung wurden Holm und die Scharpau 1793 von Preußen annektiert. Es war das einzige der ehemaligen Danziger Gebiete, das 1807 nicht zur Republik Danzig kam. Am 1. Januar 1874 wurde die Kreisordnung für die Provinz Preußen eingeführt, diese wurde vier Jahre später wieder in die Provinzen Ost- und Westpreußen geteilt. Am 25. April 1874 wurde der Amtsbezirk Nieder-Scharpau aus sechs Landgemeinden gebildet. Vor 1881 erfolgte die Umbenennung in Niedere Scharpau. Die Zahl der Landgemeinden wurde bis 1908 auf zwei verringert, die Landgemeinden Hinterthor und Neuenort wurden 1894 in Holm eingemeindet. Neben Holm behielt Tiegenort den Status einer Landgemeinde. Die Einwohnerzahl von Holm stieg von 169 (in 1885) auf 309 (1905) und 305 (1910) an. Sitz des Amtsgerichts war Tiegenhof. Zu Holm gehörten die Wohnplätze Hinterthor, Neulicht und Rohrplan. Die ehemalige Landgemeinde Hinterthor hatte 114 (1885) und zehn Jahre später 73 Einwohner. Der Wohnplatz Neulicht hatte sechs Einwohner (1885) und zehn Jahre später drei Einwohner. Der Wohnplatz Rohrplan (auch Rohrdommel oder Tiegenorter Rohrplan) hatte 39 Einwohner (1885).
Im Jahr 1900 wurde der Nachbarort Tiegenort an das Schmalspurbahnnetz der Westpreußischen Kleinbahnen AG – heute Żuławska Kolej Dojazdowa angeschlossen.
Der Amtsbezirk wurde gemäß den Bestimmungen des Friedensvertrags von Versailles am 10. Januar 1920 an die Freie Stadt Danzig abgetreten. Das Gebiet kam dort zum Landkreis Großes Werder (bis 1920 Landkreis Großer Werder). Nach dem deutschen Überfall auf Polen kam das Gebiet von 1939 bis 1945 zum Reichsgau Danzig-Westpreußen und in der Folge des Zweiten Weltkriegs an die Republik Polen. Die deutschen Bewohner wurden vertrieben.
Chełmek Osada und Chełmek gehören seit 1973 wieder zur Landgemeinde Stegna. Die Landgemeinde war von 1954 bis 1972 in Gromadas aufgelöst. Von 1975 bis 1998 war der Powiat aufgelöst und Ort und Gemeinde kamen zur Woiwodschaft Elbing. Zum 1. Januar 1999 kam die Gemeinde zum Powiat Nowodworski der Woiwodschaft Pommern. Die Einwohnerzahl von Chełmek Osada und Chełmek betrug in den Jahren 1998 218, 2002 261, 2011 290 und 2021 252 Einwohner. In das Amt der Schultheißinnen wurden 2019 Teresa Czapiewska für Chełmek Osada und Marta Chojna für Chełmek gewählt.

## Bildung
Im Nachbarort Tujsk unterhält die Gemeinde eine neunklassige Szkoła Podstawowa (Grundschule) mit 184 Schülern und ein dreiklassiges Gimnazjum (Mittelschule) mit 60 Schülern (2021) sowie eine Bibliothek mit 6120 Medieneinheiten.

## Verkehr
Durch Tujsk führt die Woiwodschaftsstraße DW502 (ehemals Reichsstraße 129) von der Kreisstadt nach Stegna an der Danziger Bucht der Ostsee. Die Kleinbahn Żuławska Kolej Dojazdowa dient nur noch dem Tourismus. Der nächste internationale Flughafen ist Danzig.